# Rovátkay Lajos
Rovátkay Lajos (Budapest, 1933. szeptember 15. –) magyar származású orgona- és csembalóművész, karmester, főiskolai tanár Hannoverben.

## Élete
Apja Rovátkay Lajos (1890–1960 után) festőművész és restaurátor, az Iparművészeti Iskola tanára volt. Hat éves korától tanult zongorázni. A gimnáziumot 1943-tól az budai Érseki Katolikus Gimnáziumban végezte, ahol az államosításkor, 1947/1948-ban 5. osztályos volt. 1951-ben már az Állami Rákóczi Ferenc Gimnáziumban érettségizett.
1952-től az Állami Zenekonzervatóriumban tanult orgonálni, mint Hammerschlag János növendéke, aki a régi korok zenéjének szenvedélyes kutatója volt. Zeneelméletre Sugár Rezső tanította. Eközben orgonistaként is szolgált a szentimrevárosi ciszterci plébániatemplomban. Két év múlva, 1954-ben felvételt nyert a budapesti Zeneakadémia orgona és zenetudomány szakjaira, ahol Bárdos Lajos tanította.
Otto Klemperer egyik budapesti koncertjének próbáján, még gimnazistaként fedezte föl magának Bach zenéjét. Elkezdte tanulmányozni a kantáták partitúráját, kijegyzetelni az obligát hangszerszólamok ritmusképleteit a hozzájuk tartozó eredeti artikulációkkal, és ezeket antik verslábak szerint osztályozta. 1956 tavaszán főiskolai diáktársaival együtt létrehozott egy „Collegium Musicum” nevű vokális és hangszeres együttest, amely a 16–18. századok ismeretlen zenéit szólaltatta meg. Első koncertjükön Heinrich Schütz, Dietrich Buxtehude és Johann Sebastian Bach műveit adták elő Csík Miklós vezényletével. Ő maga Buxtehude és Bach orgonaműveit játszotta, és ő írta az egyes műsorszámok előtt felolvasott ismertetéseket is.
Az 1956-os forradalom bukása után, november végén a zöld határon átszökve elhagyta Magyarországot. „Kis hátizsákomban némi ennivaló mellett nem volt más, mint egy csomó teleírt hangjegyfüzet és a hozzájuk tartozó táblázatok” – emlékezett vissza. Néhány hetes bécsi tartózkodás után Olaszországba jutott, majd 1957 márciusában ösztöndíjat kapott Németországba, és tanulmányait a frankfurti egyetemen folytatta, korának egyik legismertebb Bach-előadója, Helmut Walcha orgonaművész tanítványaként. Ekkor nyílt módja, hogy megismerje a kiváló német barokk és modern orgonákat. Az orgona mellett 1959-ben csembaló szakon is diplomát szerzett, utolsó diákéveiben pedig Walcha személyes asszisztense volt.
1962-ben a hannoveri zeneművészeti főiskola (Niedersächsische Musikschule Hannover) orgona- és csembaló- tanára lett. Itt hamarosan bekapcsolódott az akkor induló historikus előadói mozgalomba. Többször részt vett Gustav Leonhardt kurzusain, szoros kapcsolatot ápolt a holland Kuijken testvérekkel és hasonló érdeklődésű német zenésztársaival. 1963/1964-ben Németországban elsőként vezette be a historikus csembalón való tanítást. Hamarosan maga is elkezdte keresni és felfedezni a régi darabokat az eredeti kéziratokból. Kezdetben főként a velencei stílusú egyházi zenét és az onnét származó Antonio Caldara (1670/1671–1736) műveit gyűjtötte, majd Agostino Steffani (1654–1728) életművével foglalkozott, akinek élete szorosan kötődött Hannoverhez. 1975-ben őt bízták meg a főiskola régizenei stúdiójának vezetésével, és professzori kinevezést kapott, amelyet egészen 1998. évi nyugalmazásáig betöltött.
Feleségével, Siri Rovatkay-Sohns furulyaművésszel együtt, historikus hangszereken játszó zenésztársaikkal, köztük Konrad Junghänel lantművésszel kiegészülve hozták létre a Messa di Voce együttest, amely barokk hangszeres kamarazenét játszott, és az 1970-es években több lemezfelvételt készített. Amikor a hannoveri régi zenei stúdióból már egész sor jól képzett tanítványa került ki, velük együtt alapította 1981-ben a Capella Agostino Steffani (CAS) zenekart, amellyel számos koncertet adtak, és lemezfelvételeket készítettek. Jellemző volt rájuk, hogy „mindig olyan odaadással és intenzitással zenéltek, mintha minden koncerten újból bizonyítani akarnák a historikus előadásmód létezésének jogosultságát”. 1989-ben meghívást kaptak, hogy a Hannoveri Operaház fennállásának 300. évfordulóján ismét előadják az első ott bemutatott operát, Agostino Steffani művét, amely III. (Oroszlán) Henrik szász hercegről szól (Enrico Leone). A művet az egész évadban telt ház előtt játszották. Miután 1996-ban Rovátkay Lajos lemondott az együttes vezetéséről, az új nevet vett föl (Hannoversche Hofkapelle), és repertoárját is kibővítette a klasszikus és romantikus operák, oratóriumok felé.
Agostino Steffani zenéjének életre keltése és életben tartása indította Rovátkay Lajost arra, hogy kezdeményezze a Forum Agostino Steffani rendezvénysorozatot, egy „folytatólagos művelődési projektet”, amely 2014-től minden év szeptemberében kerül megrendezésre Hannoverben, azzal a céllal, hogy a korabeli zenét és történelmet koncertekkel, színházi előadásokkal, multimédiás eseményekkel, előadásokkal, szemináriumokkal, tudományos ülésekkel és műhelykonferenciákkal mutassa meg. Kezdetben maga volt a művészeti vezetője, majd ezt a feladatot 2021-ben átadta Bernward Lohrnak.
1992-ben művészetéért Alsó-Szászország Állami Díjával tüntették ki.

## Családja
Siri Sohns furulyaművésznő, a hannoveri főiskola furulya professzora, akinek apja, Kurt Sohns szintén festőmész volt Hannoverben, 1963-ban ment férjhez Rovátkay Lajoshoz. Két fiuk született. Az idősebb, Adrian Rovatkay szüleihez hasonlóan a zenei pályát választotta, és a történeti fafúvós hangszerek (fagott, dulcián, csákány) szakértője lett.

## Hangfelvételek
- Giovanni Battista Buonamente, Antonio Bertali, Dario Castello, Alessandro Grandi: Sonatas and Motets of the Italian Baroque / Sonaten und Motetten des italienischen Barock / Kölner Vocal-Consort, dir. Lajos Rovatkay; Musica Antiqua Köln, dir. Reinhard Goebel, Koch Schwann, 1975
- Musica Italiana Concertata (Sonaten, Canzonen und Sinfonien des Italienischen Frühbarock) / Ensemble Messa di Voce, dir. Rovátkay Lajos, Aulos, 1977
- Musik aus der Herzog August Bibliothek Wolfenbüttel: Instrumentalmusik des Früh- und Spätbarock / Ensemble Messa di Voce, dir. Lajos Rovatkay, Camerata, 1981
- Johann Joseph Fux: Sonate E Sinfonie (Viennese pre-Classical) / Capella Agostino Steffani, dir. Lajos Rovátkay, / EMI 1981; Virgin Veritas 1996
- Agostino Steffani: Enrico Leone / Heinrich der Löwe, Festoper zur Eröffnung des neuen Schloßopernhauses Hannover 1689 / Vokalensemble des Studios für alte Musik, Capella Agostini Steffani, dir. Lajos Rovátkay, Calig, 1986
- Antonio Caldara: Missa Sanctorum Cosmae et Damiani. – Franz Ignaz Anton Tuma: 2 Sonate Da Chiesa (Viennese pre-Classical) / Westfälische Kantorei, Capella Agostino Steffani, dir. Lajos Rovatkay, EMI 1991; Virgin Veritas 1999
- Music at the Hanoverian Court / Musik am Hannoverschen Hofe 1680–1710 / Capella Agostino Steffani, dir. Lajos Rovatkay, EMI 1992; Virgin Veritas, 1996
- Georg Philipp Telemann; Antonio Vivaldi: Suiten & Concerti / Siri Rovatkay-Sohns, Capella Agostino Steffani, dir. Lajos Rovatkay, EMI 1993
- Giovanni Battista Pergolesi: Stabat Mater; Antonio Vivaldi: Sonata Al S. Sepolcro; Antonio Caldara: Stabat Mater / Monika Frimmer, Gloria Banditelli, Gerd Türk, Peter Frank, Westfälische Kantorei, Capella Agostino Steffani, dir. Lajos Rovátkay, EMI 1994
- Gregor Joseph Werner; Wenzel Raimund Johann Birck: Sinfonie, Pastorelle & Sonate (Viennese pre-Classical) / Capella Agostino Steffani, dir. Lajos Rovátkay, Virgin Veritas, 1996
- Gregorio Allegri: Miserere; Giovanni Battista Pergolesi: Stabat Mater / Choir of the St John's College, Capella Agostino Steffani, dir. Lajos Rovátkay, Warner, 1998
- Matthias Georg Monn: Sinfonie & Concerti (Viennese pre-Classical) / Capella Agostino Steffani, dir. Lajos Rovátkay, Erato, 2000
- Csakan & Biedermeier / Siri Rovatkay-Sohns (csákány), Lajos Rovatkay (Tafelklavier), 2008
- Gregor Joseph Werner, [Vol. 1], Salve Reginas & Pastorellas / Magdalene Harer, Johannes Euler, Georg Poplutz, Markus Flaig, la festa musicale, dir. Rovátkay Lajos, Audite, 2021
- Gregor Joseph Werner, Vol. 2, Requiem / Magdalene Harer, Anne Bierwirth, Tobias Hunger, Markus Flaig, Voktett Hannover, la festa musicale, dir. Rovátkay Lajos, Audite, 2022
- Gregor Joseph Werner, Vol. 3, Masses and Motets – Magdalene Harer, Anne Bierwirth, Tobias Hunger, Markus Flaig, Voktett Hannover, la festa musicale, dir. Rovátkay Lajos, Audite, 2023
- Gregor Joseph Werner, Vol. 4, Antonio Caldara [sinfonias, madrigals, Marian motets, Requiem] – Voktett Hannover, la festa musicale, dir. Rovátkay Lajos, Audite, 2024

## Írásai
- Rovátkay Lajos:  A régizene magyarországi prófétája: Emléksorok Hammerschlag János (1885-1954) halálának ötvenedik évfordulójára.  Magyar Zene,  XLII. évf.  2. sz. (2004)   185–201. o.
- Rovátkay Lajos:  Georg Joseph Werner (1693-1766) g-moll Requiemjének rejtett üzenete: Adalékok a 18. századi bécsi zenei nyelv újravizsgálatához.  Magyar Zene,  XLIII. évf.  4. sz. (2005)   405–433. o.
- Rovátkay Lajos:  Gárdonyi Zoltán: Emlékek és reflexiók.  Magyar Zene,  XLIV. évf.  3. sz. (2006)   251–254. o.
- Rovátkay Lajos:  Battaglia és népdal: Expedíció a 17. századi hangszeres zene egy ismeretlen területére – ungaresca-exkurzussal.  Magyar Zene,  XLVII. évf.  2. sz. (2010)   121–148. o.

## Vele készült interjúk
- Lempfrid, Wolfgang (1992). „Nachdenken über die Praxis der Aufführungspraxis: Interview mit Lajos Rovatkay”. Concerto 9 (75), 29-34. o. (Hozzáférés: 2023. december 22.)
- Malina János (1999). „Rendes előrehaladás Óbudától Hannoverig: Budapesti beszélgetés Rovátkay Lajossal”. Muzsika 42 (11), 18-24. o. (Hozzáférés: 2023. december 22.)
- Zwischentöne mit Lajos Rovatkay. Deutschlandfunk , 2020. augusztus 2. (Hozzáférés: 2023. december 23.)